# FAM180B
FAM180B (англ. Family with sequence similarity 180 member B) – білок, який кодується однойменним геном, розташованим у людей на 11-й хромосомі. Довжина поліпептидного ланцюга білка становить 224 амінокислот, а молекулярна маса — 25 167.
| 10         |  | 20         |  | 30         |  | 40         |  | 50         |
| ---------- |  | ---------- |  | ---------- |  | ---------- |  | ---------- |
| MTRITELWSS |  | PQWKVGAEVC |  | GRQMREQRTA |  | EQSETQRTWL |  | SMAATLQFLV |
| CLVVAICLLS |  | GVTTTQPHAG |  | QPMDSTSVGG |  | GLQEPEAPEV |  | MFELLWAGLE |
| LDVMGQLHIQ |  | DEELASTHPG |  | RRLRLLLQHH |  | VPSDLEGTEQ |  | WLQQLQDLRK |
| GPPLSTWDFE |  | HLLLTGLSCV |  | YRLHAASEAE |  | ERGRWAQVFA |  | LLAQETLWDL |
| CKGFCPQDRP |  | PSLGSWASIL |  | DPFP       |  |            |  |            |

A: Аланін

C: Цистеїн

D: Аспарагінова кислота

E: Глутамінова кислота

F: Фенілаланін

G: Гліцин

H: Гістидин

I: Ізолейцин

K: Лізин

L: Лейцин

M: Метіонін

P: Пролін

Q: Глутамін

R: Аргінін

S: Серин

T: Треонін

V: Валін

W: Триптофан

Локалізований у мембрані.